# Orden de Zayed
La Orden de Zayed (en árabe: وسام زايد) es la condecoración civil más alta de los Emiratos Árabes Unidos, llamada así en honor a Zayed bin Sultán Al Nahayan.

## Condecorados
- 23 de enero de 1995: Naruhito, Príncipe de Corona de Japón[2][3]
- 27 de noviembre de 2003: Sepp Blatter, 8.º presidente de FIFA[4]
- 6 de enero de 2005: Sheikh Tamim cubo Hamad Al Thani, Príncipe de Corona de Catar[5]
- 2 de febrero de 2005: Sheikh Hamad cubo Isa Al Khalifa, Rey de Baréin[6]
- 13 Marcha 2006: Sheikh Sabah Al-Ahmad Al-Jaber Al-Sabah, Emir de Kuwait[7]
- 26 de agosto de 2007: Gurbanguly Berdimuhamedow, Presidente de Turkmenistán[8]
- H.E. General Pervez Musharraf, el presidente de Pakistán el 25 de enero de 2007.[9]
- 10 de septiembre de 2007: Vladímir Putin, Presidente de Rusia[10]
- 25 de noviembre de 2010: Isabel II, Reina del Reino Unido y el otro Commonwealth reinos[11]
- 10 de febrero de 2009: Michel General Suleiman, Presidente de Líbano
- 9 de enero de 2012: Beatrix, Reina del Netherlands
- 6 de mayo de 2015: Mohammed VI, Rey de Marruecos[12]
- 3 de diciembre de 2016: Salman cubo Abdulaziz Al Saud, Rey de Arabia Saudí[13]
- 20 de julio de 2018: Presidente de la república de las Personas de China, Presidente chino Xi Jinping[14]
- 24 de julio de 2018: Primer ministro de Etiopía, Primer ministro Abiy Ahmed[15]
- 24 de julio de 2018: Presidente de Eritrea, Presidente Isaías Afwerki[15]
- 24 de agosto de 2019: Primer ministro de India, Narendra Modi[16]